# 駐日大韓民国大使
駐日本大韓民国大使（ちゅうにちだいかんみんこくたいし）とは、日本に駐在する大韓民国政府が派遣した特命全権大使。駐日韓国大使（ちゅうにちかんこくたいし）などともいう。

## 概要
1910年より朝鮮半島を領土としていた日本は1945年8月15日に第二次世界大戦に敗北し、9月9日に朝鮮総督府がアメリカ軍への降伏文書に署名。朝鮮半島北部の施政権はソビエト民政庁に、朝鮮半島南部の施政権はアメリカ軍政庁に移り、その後1948年8月15日に南部がアメリカ軍政庁の統治から離れて大韓民国が建国された。
1949年1月20日に駐日本韓国代表部が発足し、東京都中央区銀座4丁目に本部が置かれ、大阪、福岡に総領事館の前身である代表部事務所が置かれた。1951年10月に在日韓国人の徐甲虎が東京都港区南麻布に大使館用地および建物を購入し、韓国政府に無償貸与。1962年11月11日に寄贈された。
1965年6月22日に日韓基本条約が締結され日本は朝鮮半島南部のみを実効支配する韓国と国交を回復、同年12月18日に駐日本韓国代表部が大使館に昇格し、金東祚が初代の駐日本国大韓民国特命全権大使となった。
2013年6月、南麻布に大使館新庁舎および大使公邸が完成し、同年7月18日に開館式が行われた。

## 駐日本国大韓民国大使館

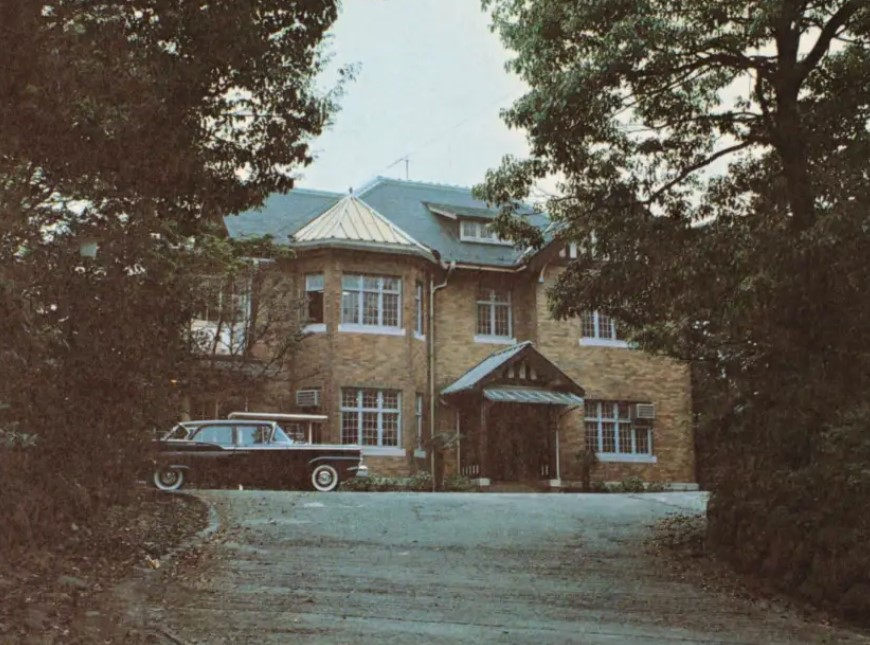
駐日本国大韓民国大使館（1960年代）

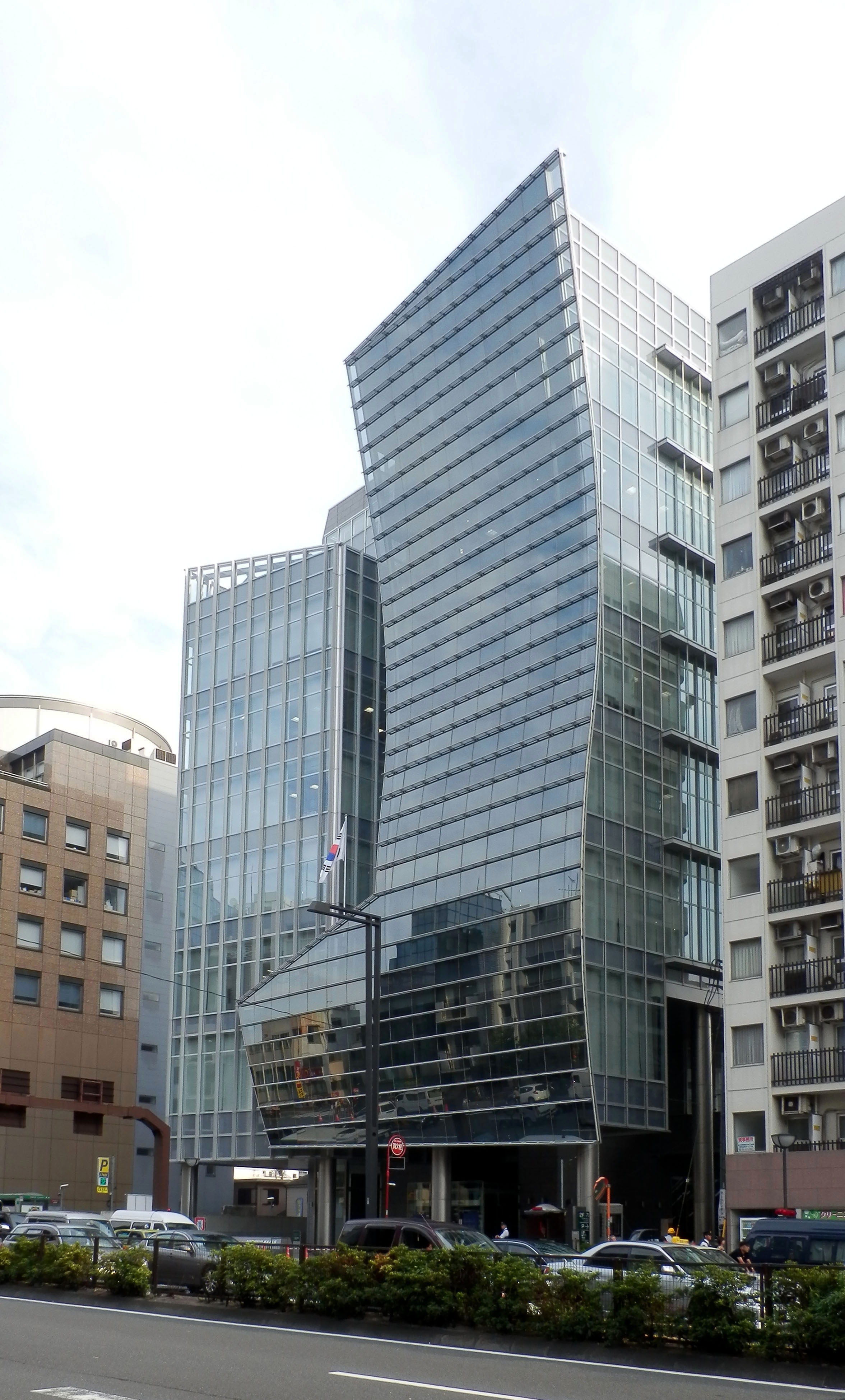
駐日韓国大使館 韓国文化院

現在、大韓民国は東京都港区南麻布に駐日本国大韓民国大使館を設置している。また、東京都新宿区四谷には韓国文化院を設置している。
総領事館は日本国内に以下の9か所設置されている（括弧内は設置年月日）。
駐大阪総領事館（1964.12.18）、駐福岡総領事館（1966.1.21）、駐横浜総領事館（1966.5.27）、駐名古屋総領事館（1966.5.31）、駐札幌総領事館（1966.6. 9）、駐仙台総領事館（1966.6.24）、駐新潟総領事館（1978.4.28）、駐広島総領事館（1997.1. 6）、駐神戸総領事館（2001. 7. 2）

## 歴代大使
| 代数 | 氏名     | 氏名         | 在任期間       | 在任期間       |
| 代数 | 漢字表記 | ハングル表記 | 着任           | 退任           |
| ---- | -------- | ------------ | -------------- | -------------- |
| 1    | 金東祚   | 김동조       | 1965年12月     | 1967年10月     |
| 2    | 厳敏永   | 엄민영       | 1967年11月     | 1969年12月10日 |
| 3    | 李厚洛   | 이후락       | 1970年1月      | 1970年12月     |
| 4    | 李澔     | 이호         | 1971年1月      | 1973年12月     |
| 5    | 金永善   | 김영선       | 1974年1月      | 1978年12月     |
| 6    | 金正濂   | 김정렴       | 1979年1月      | 1980年8月      |
| 7    | 崔慶禄   | 최경록       | 1980年9月      | 1985年10月     |
| 8    | 李奎浩   | 이규호       | 1985年11月     | 1988年4月      |
| 9    | 李源京   | 이원경       | 1988年4月      | 1991年3月      |
| 10   | 呉在熙   | 오재희       | 1991年3月      | 1993年4月      |
| 11   | 孔魯明   | 공노명       | 1993年4月      | 1994年12月     |
| 12   | 金太智   | 김태지       | 1995年1月      | 1998年4月      |
| 13   | 金奭圭   | 김범규       | 1998年5月      | 2000年3月      |
| 14   | 崔相龍   | 최상룡       | 2000年3月      | 2002年2月      |
| 15   | 趙世衡   | 조세형       | 2002年2月      | 2004年3月      |
| 16   | 羅鍾一   | 나종일       | 2004年3月      | 2007年3月17日  |
| 17   | 柳明桓   | 유명환       | 2007年3月23日  | 2008年3月15日  |
| 18   | 権哲賢   | 권철현       | 2008年4月17日  | 2011年6月6日   |
| 19   | 申珏秀   | 신각수       | 2011年6月10日  | 2013年6月      |
| 20   | 李丙琪   | 이병기       | 2013年6月      | 2014年8月      |
| 21   | 柳興洙   | 유흥수       | 2014年8月      | 2016年6月30日  |
| 22   | 李俊揆   | 이준규       | 2016年7月8日   | 2017年         |
| 23   | 李洙勲   | 이수훈       | 2017年10月31日 | 2019年4月      |
| 24   | 南官杓   | 남관표       | 2019年5月9日   | 2021年1月16日  |
| 25   | 姜昌一   | 강창일       | 2021年1月22日  | 2022年6月      |
| 26   | 尹徳敏   | 윤덕민       | 2022年7月16日  | 2024年8月      |
| 27   | 朴喆煕   | 박철희       | 2024年8月9日   | 2025年7月14日  |